# 島義勇
島 義勇（しま よしたけ、文政5年9月12日（1822年10月26日） - 明治7年（1874年）4月13日）は、江戸時代末期（幕末）から明治にかけての佐賀藩士、明治政府官吏。札幌市の建設に着手し、「北海道開拓の父」と呼ばれる。佐賀の七賢人の一人。江藤新平と共に佐賀の乱を起こし刑死した。（現在では佐賀の八賢人とも呼ばれる。）

## 系譜
文政5年（1822年）、肥前国佐賀城下の精小路（現・佐賀県佐賀市与賀町の字・精）に、佐賀藩士・島市郎右衛門の長男として生まれる。通称は団右衛門、字は国華、楽斉、桜陰の号。母つね（旧姓木原）の実の姉妹にあたる喜勢は、枝吉神陽と副島種臣の母に当たる（つまり島義勇は枝吉神陽および副島種臣と従兄弟の関係に当たる）。

## 生涯

### 幕末期
文政13年（1830年）より藩校・弘道館で学ぶ。天保15年（1844年）に家督を継ぐと諸国を遊学し、佐藤一斎、藤田東湖、林桜園らに学ぶ。弘化4年（1847年）帰国して藩主・鍋島直正の外小姓、弘道館目付となる。嘉永3年（1850年）義祭同盟発会式に出席。安政3年～4年（1856年～1857年）に藩主・直正の命で、箱館奉行堀利煕の近習となり、蝦夷地（現在の北海道）と樺太を探検調査し、『入北記』という記録を残した。安政5年（1858年）に帰藩し、御蔵方、同組頭から香焼島守備隊長となる。慶応3年（1867年）に藩命で軍艦奉行、朝令で戊辰戦争における陸軍先鋒参謀の佐賀藩兵付となる。慶応4年（1868年）3月、佐賀藩の海軍軍監、ついで東上し、下野鎮圧軍大総督軍監となり、新政府の東北地方征討に従う。

### 北海道開拓
明治2年（1869年）に蝦夷地が北海道と改称され、6月6日に新政府において藩主・直正が蝦夷開拓督務となった。島は蝦夷地に通じているということで蝦夷開拓御用掛に任命され、同年7月22日、開拓判官に就任した。直正から開拓使の長を引き継いだ東久世通禧以下の本府は、北海道で貿易港として早くから開かれていた道南の箱館にあったが、明治政府は北海道の中央部の札幌に新たな本府となる都市の建設を決定。島は同年10月12日、銭函（現・北海道小樽市銭函）に開拓使仮役所を白濱園松宅に開設し、南下して札幌に至り建設に着手する。当時の札幌は、アイヌのコタン（集落）と和人入植者の家が点在するほかは原野であったが、島は「五州第一の都」（世界一の都）を造るという壮大な構想を描き、京都市や故郷の佐賀などを念頭に置いて、碁盤の目のような整然とした市街を目指して工事を進めた。島は数百人の職人・人足を率い、現地に暮らすアイヌの協力も得た。だが工事開始が冬場に当たり、米の輸送船が沈む危難にも見舞われ、掘っ立て小屋で犬を抱いて寝て寒さをしのぎ、食糧不足に耐えながら札幌建設に従事した。
その年、明治天皇の詔により東京で北海道鎮座神祭が行われ、北海道開拓の守護神として開拓三神が鎮祭され、太政官訓令の中に、石狩に本府を建て、祭政一致の建前から神を祀る事を命ぜられた。そのため、島は北海道に渡る際、神祗官から開拓の三神を授けられ島は同年9月25日に函館に着き、単身開拓三神を背負って陸路札幌に向かい、10月12日に銭函に到着後、札幌市内に仮宮殿を設けた。また、銭函到着後直ちに先発隊を札幌に向かわせて神社予定地を見定め、現在の札幌市北5条東1丁目に仮宮殿を設け開拓三神を祀り一の宮とした。厳冬酷寒の雪国での都市建設は多額の費用と労力と困難を要した。また、石狩や小樽など西部13群の場所請負人を呼びつけて請負人制度の廃止を通告した。すると函館から、制度名を「漁場持」と変えて制度自体は「従前通リ」とするよう通達が回ってきた。そして岩村通俊が制度廃止を時期尚早とし、開拓費用を彼ら請負人に負担させるべきという意見書を書き送っている。結局、鍋島直正の後任である開拓長官・東久世通禧とは予算をめぐり衝突した。明治3年（1870年）1月19日、島は志半ばで解任された。そして松浦武四郎が函館に赴任した。松浦は偶然に函館の料亭で、役人が漁場持に、島同様に松浦も罷免に追い込むと口約束しているのを耳にした。松浦は陰謀を非難して1250字に及ぶ辞表を東久世に突きつけた。

### 帰京後
島は同年3月25日に帰京すると、4月2日に大学少監に昇任。さらに侍従を務めた。こうした帰京後の昇進を見ても、開拓使における島の解任理由は、かつて通説だった札幌建設の費用が巨額にのぼったためではなく、上述の場所請負人が持っていた利権との衝突によるとする説が現在は有力である。事実、場所請負人たちは明治3年1月、東京の刑部卿にも島に対する苦情を送っており、資金不足に関しては開拓使長官の東久世も認識していた。
明治5年1月（1872年3月）に秋田県の初代権令（知事）となり八郎潟干拓施策を打ち出すが、同年6月（1872年7月）に退官となった。
明治7年（1874年）に郷里・佐賀において憂国党の党首に担がれ、江藤新平と共に佐賀の乱を起こすが敗れ、鹿児島まで逃亡。島津久光を頼り、大久保利通に助命の旨を取り次いでもらうが受け入れられず、同年3月7日捕らえられ、弁明の機会も与えられないまま4月13日に江藤らとともに斬罪梟首となった。享年53。刑死を前にして島の維新の功績を惜しみ、事の成り行きを心配した明治天皇から助命の勅使が遣わされたものの間に合わなかったという。墓は佐賀市金立町の来迎寺にある。

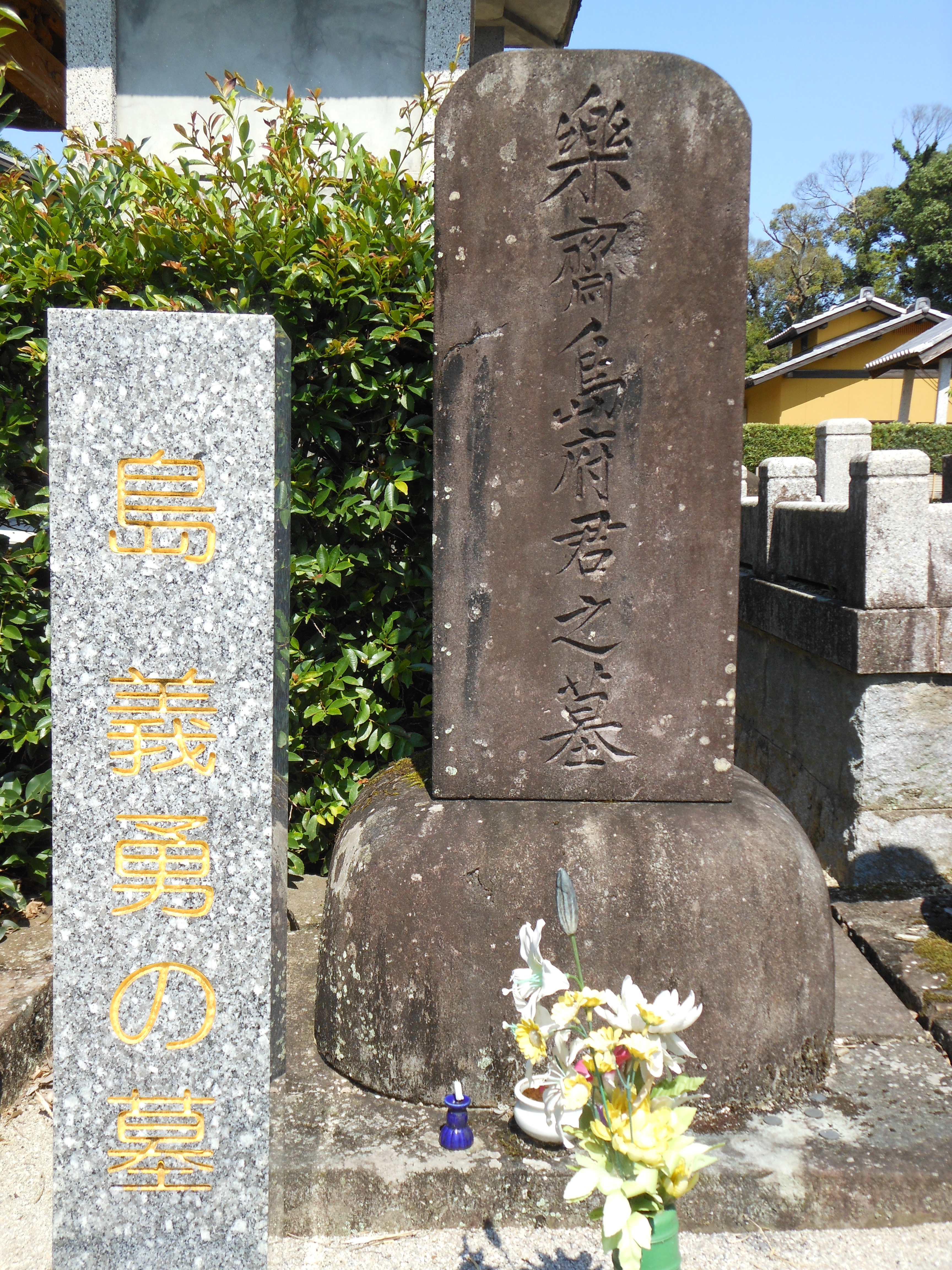
島義勇の墓（佐賀市の来迎寺）

明治22年（1889年）、勅令第12号（「憲法ヲ発布スルニ当リ大赦ヲ行ハシムルノ件」または「大赦令」とも）により大赦となり、大正5年（1916年）4月11日、生前の勲功に対し従四位を贈られた。

## 銅像
島は3ヵ所に銅像が建てられている。佐賀城公園の像は藩命で蝦夷地調査に出発する場面、北海道神宮の像は開拓三神の神鏡（みかがみ）を背負って札幌入りする場面、札幌市役所の像は丘の上から原野を見渡して札幌建設を志す姿をそれぞれ描いている。円山公園には顕彰碑「島判官紀功碑」がある。円山公園には岩村通俊の銅像もある。命日の4月13日には北海道神宮で北海道開拓と神宮創祀のその功績を偲び、「島判官慰霊祭」が毎年催されている。北海道神宮宮司らによる「開拓判官島義勇顕彰会」も組織されている。

島義勇の銅像1（佐賀城公園）
島義勇の銅像2（佐賀城公園）
島義勇の銅像3（佐賀城公園）
島義勇の銅像_他1（佐賀城公園）
島義勇の銅像_他2（佐賀城公園）

## 備考
- 円山公園の桜は、島義勇の従者であった福玉仙吉が、島の死後その鎮魂のために、明治8年（1875年）に札幌神社（北海道神宮の旧名）の参道に植えた150株の桜が始まりとなっている。
- 島義勇のことを親しみをこめ「判官さま」とも呼ばれる。また、北海道神宮境内の休憩所では、これにちなんだ六花亭の焼き菓子「判官さま」が販売されている。
- 毎年6月に挙行される北海道神宮例大祭では、日本武尊や素戔嗚尊などの祭神を祀る山車とともに、島の人形をあしらった山車「開府の判官 島義勇」が第3山鼻祭典区によって供奉されている。
- 札幌開拓の礎を築いた島義勇の歴史漫画『島義勇伝』[5]がある。
- 島の没後150年目の命日となる令和6年（2024年）4月13日には北海道神宮において顕彰祭が営まれるとともに、札幌グランドホテルにおいて佐賀城本丸歴史館の学芸員による講演会が開かれ、島の子孫の他、佐賀県知事山口祥義、佐賀市長坂井英隆ら約190人が出席して島の功績を讃えた[6][7]。
- 令和7年（2025年）1月16日より『没後150年特別ラジオドラマ 島義勇～札幌の礎を築いた男～』を佐賀県の企画でエフエム佐賀とエフエム北海道で毎月第3日曜に3回にわたって放送することが決まった[8][9]。